# مينا كانت

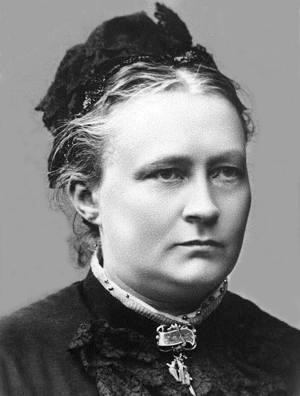
مينا كانت

مينا كانت (Minna Canth؛ تامبيري، 19 مارس 1844 - كووبيو، 12 مايو 1897) كاتبة وناشطة اجتماعية فنلندية. بدأت كانت الكتابة أثناء إدارتها لمتجر العائلة للأقمشة وكانت وقتها أرملة تربي سبعة أطفال. تناول عملها قضايا حقوق المرأة، خصوصاً رؤيتها في سياق الثقافة السائدة تناقضاً بين السماح بالتعبير وتحقيق تطلعات المرأة. مسرحيتها «أسرة القس» أشهر أعمالها. في وقتها، صارت شخصية مثيرة للجدل، وذلك بسبب العلاقة اللاتزأمنية بين أفكارها وتلك من وقتها، ويعود ذلك جزئياً بسبب دفاعها القوي عن وجهة نظرها.
مينا كانته هي أول امرأة تـُمنح يوم عـَلم خاص بها في فنلندا في التاسع عشر من مارس، وهو يوم مولودها ليكون يوم المساواتية.
أهم أعمال مينـّا كانت هما مسرحتي "Työmiehen vaimo" (زوجة عامل) من عام 1885، و"Anna Liisa" (أنـّا ليزا) التي صاغتها في عام 1895.

## روابط خارجية
- مينا كانت على موقع IMDb (الإنجليزية)
- مينا كانت على موقع الموسوعة البريطانية (الإنجليزية)
- مينا كانت على موقع ميوزك برينز (الإنجليزية)
- مينا كانت على موقع قاعدة بيانات الفيلم (الإنجليزية)